# 岐阜市立岐阜中央中学校
岐阜市立岐阜中央中学校（ぎふしりつ ぎふちゅうおうちゅうがっこう）は、岐阜県岐阜市京町にある公立中学校。

## 地理
岐阜市の中心地に位置し、周囲には岐阜市役所、岐阜市民会館、岐阜地方裁判所、岐阜市消防本部、みんなの森 ぎふメディアコスモス、NHK岐阜放送局などがある。

## 歴史
岐阜市の小学校区の区割り変更による中学校再編に伴い、岐阜市立明郷中学校（2012年3月31日廃校）の校区、及び岐阜市立伊奈波中学校（2012年3月31日廃校）の校区の一部を校区として、2012年（平成24年）4月1日開校。同年5月2日に開校記念式典が行われた。岐阜市立明郷小学校と岐阜市立岐阜小学校を校区としている。敷地は岐阜市立京町小学校、及び岐阜県立岐阜盲学校跡地であり、校舎などは新たに建設された。
校訓は「温故創新」。これは「温故知新」をアレンジしたものである。

## 進学前小学校
- 岐阜市立岐阜小学校
- 岐阜市立明郷小学校[3]

## 交通機関
- 岐阜バス

市内ループ線、加納島線、曽我屋線、黒野線、鏡島市橋線「北税務署前」バス停より徒歩5分。